# Giovanni Paolo Mattia Castrucci
Giovanni Paolo Mattia Castrucci  è uno scrittore immaginario, a cui per secoli è stata attribuita la Descrittione del ducato di Alvito, uscita per la prima volta nel 1633. Il suo nome è stato legato anche a una contesa storiografica, sulla possibile falsificazione di epigrafi, che, nella seconda metà del XIX secolo, ha contrapposto in particolare Theodor Mommsen a Gabriele Iannelli.
Dall'opera a stampa sono state desunte nel tempo informazioni sulla vita dell'autore, in alcuni casi diventate vere e proprie voci biografiche, senza sapere che lo stesso non era mai esistito, almeno con quel cognome, come è stato documentato sia attraverso la collazione dei testimoni e delle varianti della Descrittione, sia attraverso i registri parrocchiali.

## Pseudo biografia
Castrucci sarebbe nato ad Alvito, nella provincia di Terra di Lavoro, intorno al 1575; si sarebbe laureato in filosofia e medicina a Roma nei primi anni del 1600, per fare ritorno ad Alvito, dove avrebbe svolto la professione di medico. Qui nel 1632 avrebbe composto l'unica opera che gli è attribuita. Dopo l'uscita della stampa, l'anno successivo, sarebbe morto. 
Le notizie biografiche, sviluppate in particolare dalle settecentesche Memorie di Francesco Antonio Soria, si sarebbero in seguito cristallizzate nell'edizione napoletana del 1863, che era introdotta da una biografia di Castrucci, scritta dall'ispettore ai monumenti Stanislao D'Aloe e che sarebbe stata presa a riferimento da una ristampa anastatica degli anni Settanta del XX secolo. In un articolo anonimo del 1853, pubblicato in un numero del «Poliorama Pittoresco, comparve anche suo presunto ritratto, dal quale si sarebbe formata una seconda tradizione, quella del volto dell'autore, che fu stampata in una cartolina celebrativa dal Comune di Alvito. 
Lo storico Arnone Sipari ha invece dimostrato che tra XVI e XVII secolo, nel medesimo contesto territoriale, è esistito soltanto un medico dal complesso onomastico simile (Giovanni Paolo Mattia), di una casata di suffeudatari, i Mattia, che nessun legame aveva con persone dal cognome Castrucci, pure radicato ad Alvito, ma privo di esponenti dal nome di battesimo simile e di laureati. In più, studiando i diversi testimoni a stampa dell'opera, un cui esemplare manoscritto è conservato nella Biblioteca Apostolica Vaticana, ha verificato che l'aggiunta cognominale, che ha interessato più personaggi di casa Mattia, si legherebbe a una precisa strategia editoriale, voluta dal duca di Alvito, cui l'opera era dedicata, per riconnettersi alle gesta di Castruccio Castracani, eroe che una tradizione voleva legato per discendenza a una famiglia Castrucci di Lucca.

## Edizioni dell'opera
- Descrittione del ducato di Alvito nel Regno di Napoli in Campagna Felice, Tip. Corbelletti, Roma 1633.
- II ed. con varianti, Tip. Cavallo e Muzio, Napoli 1686 (erroneamente definita III ed.)
- III ed., a cura di S. D'Aloe, Tip. Piscopo, Napoli 1863 (erroneamente definita IV ed.)
- rist.an. III ed., Forni, Sala Bolognese 1978.